# París Op. 47
París Op. 47 es una obra para piano, compuesta por Nicanor de las Heras.
Fue terminada en febrero de 1995 y estrenada por el pianista Alberto Casero en el Auditorio Manuel de Falla de Granada el 24 de noviembre de ese mismo año.
La obra está inspirada en la ciudad de París y construida sobre una limitada estructura interválica y una forma musical muy libre. En la pieza está muy presente la Torre Eiffel como símbolo de la ciudad, que es evocada gracias a un tratamiento continuado de las alturas.
Fue compuesta a propuesta de Juventudes Musicales de Granada y de Alberto Casero, al que está dedicada.
En la actualidad existe una grabación de esta obra a cargo del pianista Juan Carlos Garvayo.